# Лангоско
Лангоско (итал. Langosco) — коммуна в Италии, располагается в регионе Ломбардия, в провинции Павия.
Население составляет 458 человек (2008 г.), плотность населения составляет 31 чел./км². Занимает площадь 15 км². Почтовый индекс — 27030. Телефонный код — 0384.
Покровителем коммуны почитается святитель Мартин Турский, празднование 11 ноября.

## Демография
Динамика населения:

## Администрация коммуны
- Официальный сайт: